# Travian
《Travian》是一個在瀏覽器內遊玩的免費網路戰略遊戲，由德國Travian遊戲公司所製作。此遊戲並無統一中文譯名，目前在中國大陸地區有譯为「部落战争」，而在香港地區則照樣叫作「Travian」。有部分港台玩家簡稱之為「Tr」。

## 遊戲玩法
玩家必須在Travian網站上選擇一個伺服器並註冊才能加入遊戲，註冊時需要提供電子郵件，並自行設定使用者帳號和密碼。每個玩家一開始都只擁有一個小村莊，之後可以建設、掠奪、戰爭、佔領、外交、權謀、諜戰、結盟等方式，讓自己的村莊勢力茁壯發達。遊戲的伺服器24小時中隨時都在運作，即使玩家登出後，村落仍會自動採集資源或完成登出前所指定的工程或任務，也代表著當自己登出期間村莊有可能受到其他玩家的攻擊。
遊戲世界中有三個種族可供玩家選擇，分別是羅馬、高盧和條頓（日耳曼），三個種族在其資源的運用、軍隊的能力和防守的數值各有特色。玩家在選定好種族後，便不得在遊戲中途改變自己的種族。遊戲的最終目的是建造世界奇觀並提升世界奇觀等級達到100級即勝利；遊戲中尚有一個玩家不能選擇的未開發的種族─賴達族，會在伺服器完結前出現，並攻打玩家所建造的世界奇觀，某些不同的版本，賴達族甚至會自己建造世界奇觀。當有玩家或賴達族將世界奇觀升至100級，本輪遊戲便結束，伺服器亦將關閉，玩家在該伺服器的資料將被刪除。

## 開發與營運
《Travian》最先只有德語版，之後接著推出荷蘭語、法語版。2005年開設英文版，之後因為遊戲人數過多而增設伺服器，共增設了八個各自獨立的伺服器。2006年中國大陸（簡體中文）版和香港（繁體中文）版開設，之後又有不同語言的版本出現。台灣（繁體中文）亦於2006年一度開設但之後關閉，最終於2007年10月再次開設。
現時中國大陸版面已經取消，港台版面保留但伺服器合併，網址由t__.travian.hk t__.travian.tw變成chinese_.travian.com.
《Travian》的開發團隊於2009年初表示正在開發新的遊戲版本「Travian 4」，但由於程式複雜的問題而改為先更新至3.5版本。目前最新正式版本《Travian 4》的遊戲編制已經更新完成，並同時在所有新開放的伺服器運行，新版本中加入了英雄、首都的無限資源擴建、陷阱等元素。
2019年首次於國際競技伺服器(Travian Tournament 2019)採用Fire and Sand版本，包含5個種族（新種族：匈奴，埃及）。

## 官方網站
- - Travian: Legends臉書專頁（页面存档备份，存于）（英文）
- - Travian: Legends YouTube官方頻道（页面存档备份，存于）（英文）
- - 國際(英文)官方遊戲網頁（页面存档备份，存于）（英文）多國語言
- Travian.hk - 香港官方遊戲網頁（页面存档备份，存于）（繁體中文）
- - Travian.tw - 台灣官方遊戲網頁（页面存档备份，存于）（繁體中文）